# Programa Polaris
O Programa Polaris é um programa de voo espacial tripulado organizado pelo empresário e turista espacial Jared Isaacman. Isaacman, que comandou a Inspiration4, comprou três voos da SpaceX com o objetivo de formar o programa Polaris. Os dois primeiros usarão a Crew Dragon, com o terceiro sendo o primeiro voo tripulado da Starship.

## Voos
| Missão       | Lançamento | Foguete          | Nave        | Órbita | Tripulação                                                  |
| ------------ | ---------- | ---------------- | ----------- | ------ | ----------------------------------------------------------- |
| Polaris Dawn | 10.09.2024 | Falcon 9 Block 5 | Crew Dragon | LEO    | - Jared Isaacman - Scott Poteet - Sarah Gillis - Anna Menon |
| Missão II    | TBA        | Falcon 9 Block 5 | Crew Dragon | TBA    | TBA                                                         |
| Missão III   | TBA        | Super Heavy      | Starship    | TBA    | TBA                                                         |

### Hubble
Em setembro de 2022 a NASA iniciou um estudo ao lado do Programa Polaris/SpaceX sobre a possibilidade do uso de uma nave comercial para o aumento da órbita do telescópio espacial Hubble, com entrega em seis meses.

## Ligação externa
- Site oficial